# Menoponidae
Menoponidae é uma família de piolhos mastigadores pertencente à subordem Amblycera. Na sua maioria, são ectoparasitas de aves.

## Sistemática
- Família Menoponidae
  - Género Austromenopon
  - Género Colpocephalum
  - Género Kurodaia
  - Género Longimenopon
  - Género Menacanthus
  - Género Menopon
  - Género Myrsidea
  - Género Nosopon